# Avelino González (actor)
Xosé Avelino González Fernández, conocido como Avelino González (Comesaña, Vigo, Pontevedra, Galicia, España; 1962) es un actor español, narrador oral, director y traductor de teatro, y especialista en animación de calle.

## Trayectoria
Comenzó su carrera en el teatro en A Farándula (Vigo, 1980), compañía en la que colaboró hasta su desaparición. Fundador de Tranvía Teatro (1989) y de Ollomol Tranvía (1993) es un nombre consolidado en el panorama escénico. Dio el salto al cine en 1987 con Gallego, en el que tiene hecho filmes en los que destaca ¿A ti como se che di adeus?. En televisión tiene actuado en programas (Arestora, Luar...), series (Mareas Vivas, Galicia Express y As Leis de Celavella) y telefilmes (Condenado a vivir). En la actualidad salienta su trabajo como narrador oral y traductor teatral.Actualmente actúa como Raimundo en la serie Seis Hermanas (TVE)

## Teatro

### Como actor
- Tarará-chis-pum producción do Centro Dramático Galego; dirigido por Artello Teatro Alla Scala (2006).
- As laranxas máis laranxas de todas as laranxas de Carlos Casares, (CDG); dirigido por José Caldas (2004).
- Animaliños de R. Vidal Bolaño (Compañía Teatro do Aquí); dirixido por Roberto Vidal Bolaño (2002).
- Policía de S. Mrozeck (Ollomoltranvía); dirigido por Cándido Pazó (2001).
- Estaçao Mahagonny de Bertolt Brecht; (Teatro do Noroeste, 1998).
- Escola de Bufóns, de M. de Ghelderode (Ollomoltranvía); dirigido por Fabio Mangolini (1997).
- Raíñas de Pedra, de Cándido Pazó (Ollomoltranvía); dirigido por Hélder Costa (1994).
- Commedia, un xoguete para Goldoni de C. Goldoni (Ollomoltranvía); dirixido por Cándido Pazó (1993).
- Historia do Soldado de I. Stravinsky. (Centro Dramático Galego) (1993).
- Un Soño de Verán de William Shakespeare (Centro Dramático Galego); dirigido por Eduardo Alonso (1992).
- As Alegres Casadas de W. Shakespeare (Centro Dramático Galego); dirigido por Eduardo Alonso (1989).

### Como director
- Vento Mareiro, 2004,
- Bicos con lingua, 2003, producido por Talía teatro.
- Crónica de Avilés de Taramancos 2003, producido por Falabarto.
- Love letters, 2001, de A.R. Gurney, producido por Lagarta, lagarta.

## Audiovisual

### Cine
- Heroína (Gerardo Herrero, 2004).
- Lena (Gonzalo Tapia, 2001).
- Condenado a vivir (Roberto Bodegas, 2000).
- A caída dun manager malvado (Marcos Estebo, 2000).
- A ti como se che di adeus (Jorge Coira, 1998).
- Gallego (Octavio Gómez, 1987).

### Televisión
- Seis Hermanas producido por Bambú Producciones, RTVE (2015-2017).
- Padre Casares producido por Voz Audiovisual para TVG (2008).
- A vida por diante producido por Voz Audiovisual para TVG (2006).
- Comando zapping producido por Productora Faro para TVG  (2005-2006).
- Cuéntame, producido por Ganga para TVE (2005).
- As leis de Celavella, producido por Voz Audiovisual para TVG (2003-2004).
- Rías Baixas, producido por Zenith Televisión para TVG (2004).
- Máxima Audiencia/zapping. Producido por TVG (2004).
- Hospital Central, producido por Videomedia para Telecinco (2003).
- Lluvia, dirigido por Isabel Coixet, producida por Canal+ (2000).
- Galicia Express, producido por Portozás Visión para TVG (2000).
- Mareas vivas producido por N.T.R. para TVG (2000).
- Pratos combinados, producido por Editorial Compostela para TVG (1998-2004).
- Luar, producido por TVG (1997).
- Arestora, (TVG) (1988-1989).
- O Campo de Atrás dirigido por Manuel Pombal, (TVG) (1988).

## Premios
- Premio Compostela al mejor actor secundario por Un soño de verán (1993).
- Premio María Casares al mejor texto original por Bicos con Lingua (2004).
- Nominado ao Premio María Casares a la mejor dirección por Bicos con Lingua (2004).
- Nominado ao Premio María Casares o mellor texto adaptado por Vento Mareiro (2006).
- Premio María Casares al mejor texto adaptado o traducido, con Olga Nogueira, por A raíña da beleza de Leelane (2007).